# Seznam brigad Wehrmachta
Seznam brigad Wehrmachta.

## Heer

### Pehotne
- 599. pehotna brigada (ruska) (Wehrmacht)
- 92. grenadirska brigada (motorizirana) (Wehrmacht)
- 193. grenadirska brigada (Wehrmacht)
- 388. grenadirska brigada (Wehrmacht)
- 503. grenadirska brigada (Wehrmacht)
- 761. grenadirska brigada (Wehrmacht)
- 1131. grenadirska brigada (Wehrmacht)
- 1132. grenadirska brigada (Wehrmacht)
- 1133. grenadirska brigada (Wehrmacht)
- 1134. grenadirska brigada (Wehrmacht)
- 1135. grenadirska brigada (Wehrmacht)
- 1136. grenadirska brigada (Wehrmacht)
- Grenadirska šolska brigada (Wehrmacht)
- 900. šolska brigada (motorizirana) (Wehrmacht)
- 100. brigada za specialne namene (Wehrmacht)
- Brigada »Baur« (Wehrmacht)
- Brigada »Lötzen« (Wehrmacht)
- 1005. brigada (Wehrmacht)
- 139. gorskolovska brigada »Generaloberst Dietl« (Wehrmacht)
- 1. smučarskolovska brigada (Wehrmacht)
- 10. kolesarskolovska brigada (Wehrmacht)
- 135. trdnjavska brigada (Wehrmacht)
- 963. trdnjavska brigada (Wehrmacht)
- 964. trdnjavska brigada (Wehrmacht)
- 966. trdnjavska brigada (Wehrmacht)
- 967. trdnjavska brigada (Wehrmacht)
- 968. trdnjavska brigada (Wehrmacht)
- 969. trdnjavska brigada (Wehrmacht)
- 1017. trdnjavska brigada (Wehrmacht)
- 1. trdnjavska brigada »Kreta« (Wehrmacht)
- 2. trdnjavska brigada »Kreta« (Wehrmacht)
- Trdnjavska brigada »Korfu« (Wehrmacht)
- Trdnjavska brigada »Lofoten« (Wehrmacht)
- Trdnjavska brigada »Belfort« (Wehrmacht)
- 201. nadomestna brigada (Wehrmacht)
- 202. nadomestna brigada (Wehrmacht)
- 203. nadomestna brigada (Wehrmacht)
- 204. nadomestna brigada (Wehrmacht)
- 999. nadomestna brigada (Wehrmacht)
- Nadomestna brigada »Feldherrnhalle« (Wehrmacht)
- Nadomestna brigada »Großdeutschland« (Wehrmacht)
- Hrvaška trenažna brigada (Wehrmacht)
- Strojničnolovska brigada »Finnland« (Wehrmacht)
- 74. varnostna brigada (Wehrmacht)
- 201. varnostna brigada (Wehrmacht)
- 202. varnostna brigada (Wehrmacht)
- 203. varnostna brigada (Wehrmacht)

### Strelske
- 1. strelska brigada (Wehrmacht)
- 2. strelska brigada (Wehrmacht)
- 3. strelska brigada (Wehrmacht)
- 4. strelska brigada (Wehrmacht)
- 5. strelska brigada (Wehrmacht)
- 6. strelska brigada (Wehrmacht)
- 7. strelska brigada (Wehrmacht)
- 8. strelska brigada (Wehrmacht)
- 9. strelska brigada (Wehrmacht)
- 10. strelska brigada (Wehrmacht)
- 11. strelska brigada (Wehrmacht)
- 12. strelska brigada (Wehrmacht)
- 13. strelska brigada (Wehrmacht)
- 14. strelska brigada (Wehrmacht)
- 15. strelska brigada (Wehrmacht)
- 16. strelska brigada (Wehrmacht)
- 17. strelska brigada (Wehrmacht)
- 18. strelska brigada (Wehrmacht)
- 19. strelska brigada (Wehrmacht)
- 20. strelska brigada (Wehrmacht)
- 22. strelska brigada (Wehrmacht)
- 23. strelska brigada (Wehrmacht)
- 24. strelska brigada (Wehrmacht)

### Tankovskogrenadirske
- 1. tankovskogrenadirska brigada (Wehrmacht)
- 2. tankovskogrenadirska brigada (Wehrmacht)
- 3. tankovskogrenadirska brigada (Wehrmacht)
- 4. tankovskogrenadirska brigada (Wehrmacht)
- 5. tankovskogrenadirska brigada (Wehrmacht)
- 6. tankovskogrenadirska brigada (Wehrmacht)
- 7. tankovskogrenadirska brigada (Wehrmacht)
- 8. tankovskogrenadirska brigada (Wehrmacht)
- 9. tankovskogrenadirska brigada (Wehrmacht)
- 10. tankovskogrenadirska brigada (Wehrmacht)
- 11. tankovskogrenadirska brigada (Wehrmacht)
- 12. tankovskogrenadirska brigada (Wehrmacht)
- 13. tankovskogrenadirska brigada (Wehrmacht)
- 14. tankovskogrenadirska brigada (Wehrmacht)
- 15. tankovskogrenadirska brigada (Wehrmacht)
- 16. tankovskogrenadirska brigada (Wehrmacht)
- 17. tankovskogrenadirska brigada (Wehrmacht)
- 18. tankovskogrenadirska brigada (Wehrmacht)
- 19. tankovskogrenadirska brigada (Wehrmacht)
- 20. tankovskogrenadirska brigada (Wehrmacht)
- 22. tankovskogrenadirska brigada (Wehrmacht)
- 23. tankovskogrenadirska brigada (Wehrmacht)
- 24. tankovskogrenadirska brigada (Wehrmacht)
- 26. tankovskogrenadirska brigada (Wehrmacht)
- 92. tankovskogrenadirska brigada (Wehrmacht)
- 190. tankovskogrenadirska brigada (Wehrmacht)
- 1030. tankovskogrenadirska brigada »Feldherrnhalle« (Wehrmacht)
- Tankovskogrenadirska brigada »von Werthern« (Wehrmacht)
- Führer-grenadirska brigada (Wehrmacht)
- Führer-spremljevalna brigada (Wehrmacht)

### Tankovske
- 1. tankovska brigada (Wehrmacht)
- 2. tankovska brigada (Wehrmacht)
- 3. tankovska brigada (Wehrmacht)
- 4. tankovska brigada (Wehrmacht)
- 5. tankovska brigada (Wehrmacht)
- 6. tankovska brigada (Wehrmacht)
- 7. tankovska brigada (Wehrmacht)
- 8. tankovska brigada (Wehrmacht)
- 10. tankovska brigada (Wehrmacht)
- 18. tankovska brigada (Wehrmacht)
- 21. tankovska brigada (Wehrmacht)
- 100. tankovska brigada (Wehrmacht)
- 101. tankovska brigada (Wehrmacht)
- 102. tankovska brigada (Wehrmacht)
- 103. tankovska brigada (Wehrmacht)
- 104. tankovska brigada (Wehrmacht)
- 105. tankovska brigada (Wehrmacht)
- 106. tankovska brigada »Feldherrnhalle« (Wehrmacht)
- 107. tankovska brigada (Wehrmacht)
- 108. tankovska brigada (Wehrmacht)
- 109. tankovska brigada (Wehrmacht)
- 110. tankovska brigada »Feldherrnhalle« (Wehrmacht)
- 111. tankovska brigada (Wehrmacht)
- 112. tankovska brigada (Wehrmacht)
- 113. tankovska brigada (Wehrmacht)
- 150. tankovska brigada (Wehrmacht)
- XIII. tankovska brigada (Wehrmacht)
- Tankovska brigada »von Hobe« (Wehrmacht)
- Tankovska brigada »Norwegen« (Wehrmacht)

### Hitre
- 20. hitra brigada (Wehrmacht)
- 30. hitra brigada (Wehrmacht)
- 931. hitra brigada (Wehrmacht)
- Hitra brigada »West« (Wehrmacht)

### Brigade za specialne namene
- 4. brigada za specialne namene (Wehrmacht)
- 20. brigada za specialne namene (Wehrmacht)

### Tankovskolovske
- 1. tankovskolovska brigada »Oberschlesien« (Wehrmacht)
- Tankovskobližinjskobojna brigada »Hitlerjugend« (Wehrmacht)
- I. Heer-tankovskolovska brigada (Wehrmacht)
- II. Heer-tankovskolovska brigada (Wehrmacht)
- 104. tankovskolovska brigada (Wehrmacht)
- Tankovskolovska brigada »Freie Ukraine« (Wehrmacht)
- Tankovskolovska brigada »Feldherrnhalle« (Wehrmacht)
- Tankovskolovska brigada »West« (Wehrmacht)

### Kolesarskoizvidniške
- Kolesarskoizvidniška brigada »Norwegen« (Wehrmacht)

### Konjeniške
- 1. konjeniška brigada (Wehrmacht)
- 3. konjeniška brigada (Wehrmacht)
- 4. konjeniška brigada (Wehrmacht)
- 9. konjeniška brigada za posebne namene A.O.K.
- 1. Reiter brigada (Wehrmacht)
- 2. Reiter brigada (Wehrmacht)
- I. kozaška reiter brigada (Wehrmacht)
- II. kozaška reiter brigada (Wehrmacht)

### Artilerijske
- 1. minometna brigada (Wehrmacht)
- 2. minometna brigada (Wehrmacht)
- 3. minometna brigada (Wehrmacht)
- 4. minometna brigada (Wehrmacht)
- 5. minometna brigada (Wehrmacht)
- 6. minometna brigada (Wehrmacht)
- 7. minometna brigada (Wehrmacht)
- 8. minometna brigada (Wehrmacht)
- 9. minometna brigada (Wehrmacht)
- 1. ljudskominometna brigada (Wehrmacht)
- 2. ljudskominometna brigada (Wehrmacht)
- 3. ljudskominometna brigada (Wehrmacht)
- 4. ljudskominometna brigada (Wehrmacht)
- 7. ljudskominometna brigada (Wehrmacht)
- 8. ljudskominometna brigada (Wehrmacht)
- 9. ljudskominometna brigada (Wehrmacht)
- 15. ljudskominometna brigada (Wehrmacht)
- 16. ljudskominometna brigada (Wehrmacht)
- 17. ljudskominometna brigada (Wehrmacht)
- 18. ljudskominometna brigada (Wehrmacht)
- 19. ljudskominometna brigada (Wehrmacht)
- 20. ljudskominometna brigada (Wehrmacht)
- 300. fortifikacijska minometna brigada (Wehrmacht)

### Protiletalske
- 501. Heer-Flak-artilerijska brigada (Wehrmacht)
- 502. Heer-Flak-artilerijska brigada (Wehrmacht)
- 503. Heer-Flak-artilerijska brigada (Wehrmacht)
- 504. Heer-Flak-artilerijska brigada (Wehrmacht)
- 505. Heer-Flak-artilerijska brigada (Wehrmacht)
- 506. Heer-Flak-artilerijska brigada (Wehrmacht)
- 507. Heer-Flak-artilerijska brigada (Wehrmacht)
- 508. Heer-Flak-artilerijska brigada (Wehrmacht)
- 509. Heer-Flak-artilerijska brigada (Wehrmacht)
- 510. Heer-Flak-artilerijska brigada (Wehrmacht)